# ワナカ
ワナカ（Wanaka）は、ニュージーランドの南島、オタゴ地方にある町。ワナカ湖の南端、クルーサ川の流れ出し近くに位置する。マウント・アスパイアリング国立公園へ向かう拠点ともなる町である。

## 概要
周囲を南アルプス山脈に囲まれ、ワナカ湖の南端、ハウェア湖にほど近い場所に位置しクイーンズタウンの北東に位置する。夏季には、ハイキング、登山、釣り、湖畔での水遊びなど多くの旅行者が訪れる。トレブルコーン、カードローナ、スノーパーク、スノーファームに代表される大型スキー場にも近く、冬季にはスキー、スノーボードを楽しむ旅行者で賑わいを見せる。スキー合宿等で長期滞在する旅行者は宿泊費の高いクイーンズタウンよりもワナカを利用することが多い。人口は7008人（2006年）。2000年以降は住民数が劇的に増加し、過去10年間で50%を超える住民が増加している。
19世紀のゴールドラッシュによって開拓が始められたが、現在はクイーンズタウンレイク地方の一つの地区である。

## 歴史
この地を訪れた最初のヨーロッパ人はナタニエル・チャルマーであり、1853年に酋長レコを伴った内陸部探検の途中に訪れた。また、マオリによるこの地方の記録は、ワイマテの酋長テ・ハルフルによって描かれた地図によって窺い知ることができる。
1850年代にはヨーロッパ人による羊の放牧を主とする入植がクルーサ川上流で始まった。ワナカ周辺における最初の入植地は、クルーサ川上流で唯一の渡渉ができた、アルバートタウンであった。1863年にはペンブローケ（現在のワナカ中心市街地）の測量と入植が始まった。1870年代にペンブローケは、マツキツキ渓谷上流部で伐採した木材をワナカ湖の水運で輸送し、製材する拠点になり、人口が急激に増加した。1867年にはセオドア・ラッセルによって初めてのホテルが開業し、この地方の観光業が始まった。ペンブローケは、その温暖な気候とウィンタースポーツ、ウォータースポーツの適地として、観光地として発展していく.。その後、1940年にペンブローケはワナカに改名された。

## 地理

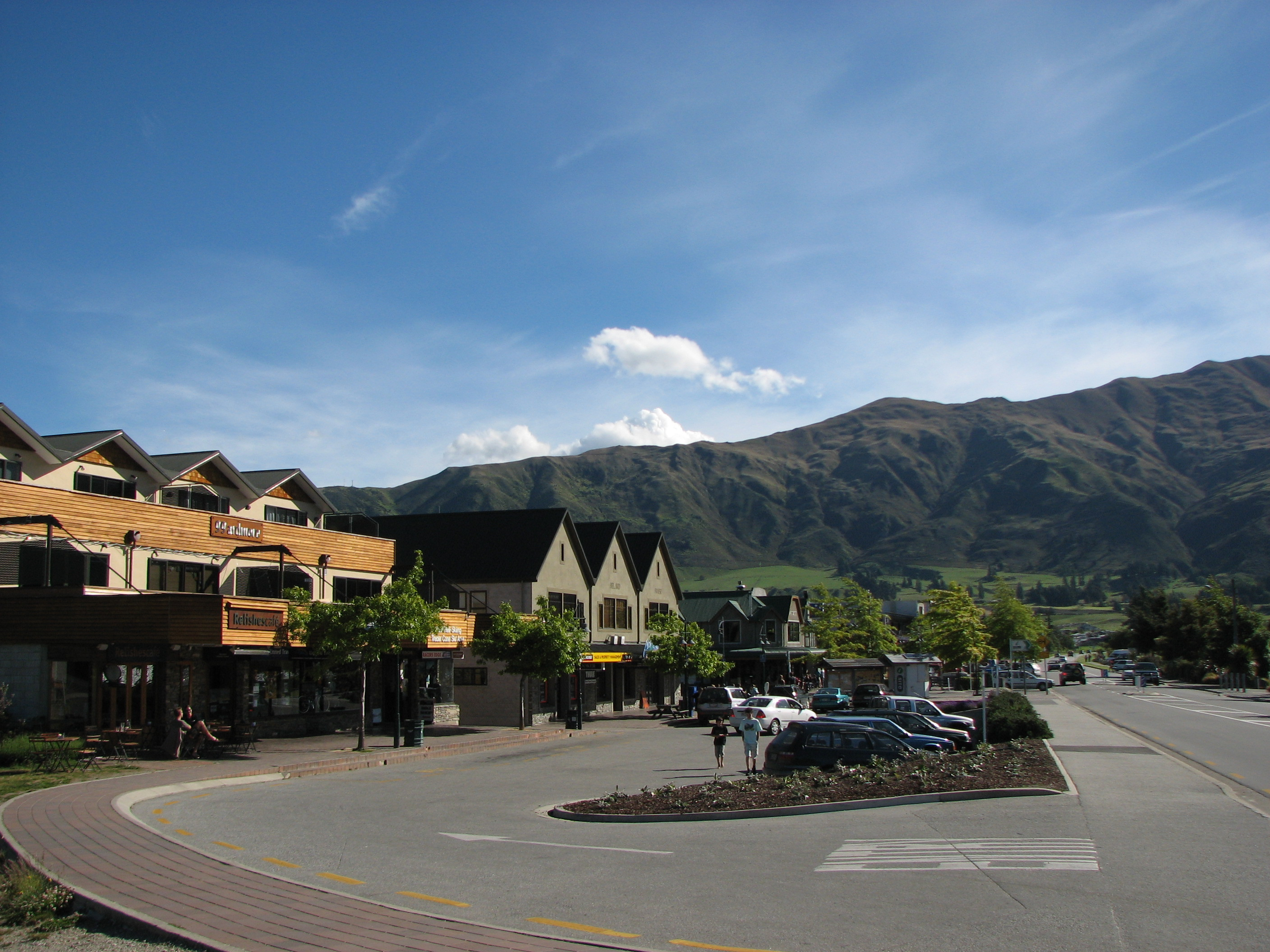
穏やかな春の一日　ワナカの町中

ワナカの中心市街地はワナカ湖の南端に位置し、周囲を山々に囲まれている。約70km南西にはこの地方の中心都市クイーンズタウンがあり、北に向かうとマカロラ地区からハースト峠を越えて西海岸地区に接している。ワナカ湖に平行するようにハウェア湖という氷河湖があり、ハウェア周辺には近年開発された住宅地が広がる。北西にはオマラマやトワイゼルといった内陸部の小さな町がある。ワナカからグレンドゥ・ベイのキャンプ場を通り、マツキツキ渓谷を遡ると、マウント・アスパイアリング国立公園の入り口である。
町の中心部は、ワナカ湖のロイズ湾に面した小さな平野に位置している。近年の住宅開発でロイズ湾の両脇に広がる丘の上にも町は拡張している。春先の豪雨が雪解けを促して湖の水位が急上昇したため、過去にはワナカ中心部が水没した歴史がある（最近の例は1999年11月）。

### 気候
ワナカはニュージーランドでも珍しい四季のある内陸性気候である。雨の多い春（9月～12月）以外は、基本的に乾燥している。年平均降水量は682mmであり、国内平均の半分である。夏季の平均気温は24°Cであるが、時には最高気温が30°Cを超えることもある。冬季は暖かい晴れた日が多く最高気温は10°C前後である。
| ワナカの気候                                                       | ワナカの気候 | ワナカの気候 | ワナカの気候 | ワナカの気候 | ワナカの気候 | ワナカの気候 | ワナカの気候 | ワナカの気候 | ワナカの気候 | ワナカの気候 | ワナカの気候 | ワナカの気候 | ワナカの気候   |
| 月                                                                 | 1月          | 2月          | 3月          | 4月          | 5月          | 6月          | 7月          | 8月          | 9月          | 10月         | 11月         | 12月         | 年             |
| ------------------------------------------------------------------ | ------------ | ------------ | ------------ | ------------ | ------------ | ------------ | ------------ | ------------ | ------------ | ------------ | ------------ | ------------ | -------------- |
| 平均最高気温 °C （°F）                                             | 23.9 (75)    | 23.4 (74.1)  | 20.8 (69.4)  | 17.3 (63.1)  | 12.2 (54)    | 8.4 (47.1)   | 8.4 (47.1)   | 11.0 (51.8)  | 14.4 (57.9)  | 16.8 (62.2)  | 19.8 (67.6)  | 21.9 (71.4)  | 16.53 (61.73)  |
| 平均最低気温 °C （°F）                                             | 10.8 (51.4)  | 10.4 (50.7)  | 8.4 (47.1)   | 5.1 (41.2)   | 1.6 (34.9)   | −0.9 (30.4)  | −1.2 (29.8)  | −0.2 (31.6)  | 2.4 (36.3)   | 5.0 (41)     | 7.3 (45.1)   | 9.6 (49.3)   | 4.86 (40.73)   |
| 降水量 mm （inch）                                                 | 56.9 (2.24)  | 50.2 (1.976) | 60.7 (2.39)  | 56.4 (2.22)  | 62.7 (2.469) | 54.5 (2.146) | 52.2 (2.055) | 52.8 (2.079) | 56.4 (2.22)  | 63.1 (2.484) | 54.7 (2.154) | 51.9 (2.043) | 672.5 (26.476) |
| 平均月間日照時間                                                   | 231.5        | 201.7        | 182.6        | 164.0        | 135.5        | 120.5        | 126.6        | 155.8        | 172.5        | 193.8        | 202.2        | 212.1        | 2,098.8        |
| 出典：http://www.lakewanaka.co.nz/content/library/Weather_data.pdf |              |              |              |              |              |              |              |              |              |              |              |              |                |

## 観光

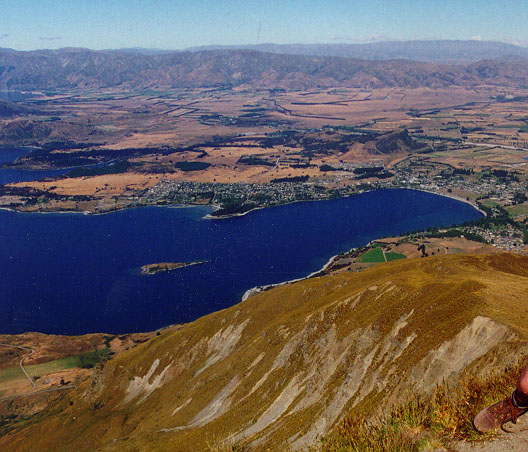
ロイ山からのワナカ

ワナカは湖畔と取り巻く山々の美しさで、有名な観光地になった。クィーンズタウンが巨大な観光都市化した現在、ニュージーランドの田舎町の雰囲気を残すワナカは、クィーンズタウンの喧噪を避けてゆったりと休暇を楽しみたい人たちに人気である。
ワナカには高級から庶民的な全てのレストラン、気軽に入れるカフェ、夜遊びに出かけるバーなどが数多くあり、観光客を飽きさせない。ニュージーランドには珍しいテーマパーク：パズリングワールドや、人気の映画館：シネマ・パラディソがある。パズリング・ワールドは世界的に有名な3D迷路や不思議の館、傾いた塔などがある。シネマ・パラディソは典型的な一昔前の映画館で館内の座席がソファーだったり自動車の座席だったりする。
オタゴ中央地方の気候と氷河によって削られた貧しい土壌は、ブドウの栽培に適しており、数多くのワイナリーがある。
町から歩いて片道約4時間のロイズピークからはワナカの町並みと湖、アスパイアリング山までの大パノラマを望むことができる。

### フェスティバル
- 2年に一回開催されるThe Warbirds over Wanaka（ワナカ戦闘機ショー）は国際的に有名になってきている。
- Wanakafest（ワナカ春祭り）
- Burton New Zealand Open（バートン・ニュージーランド・オープン。スノーボードの国際大会）
- NZ Freeski open（ニュージーランド・フリースキー・オープン。スキーの国内大会）
- The Rippon Festival（リッポン。毎年2月に行われるレイブイベント）

### ワナカの夏
夏のワナカは、世界的に有名なトレッキング、マウンテンバイク、登山、魚釣り、パラグライダー、カヤック、ラフティング、ジェットボートなど、初心者家族連れから上級者まで幅広いアウトドア活動を楽しむことができる一大リゾートである。ワナカの夏は天候に恵まれているため、アウトドアのレクリエーションをするのに最適な場所である。
マウント・アスパイアリング国立公園では、登山やトレッキングが人気である。ここは、マウント・クック地区と並ぶ、氷河の上を歩いて高峰（アスパイリング山）に登山できる場所として有名である。トレッキングのルートは１日ハイキングから一週間にもおよぶ縦走まで数多くある。マツキツキ渓谷沿いには人気のロッククライミングエリアや１日ハイキングを楽しめる場所が数多くある。
ワナカ湖は、ウォータースキー、ウェークボードやヨットなどで有名である。湖に流れ込む支流やクルーサ川上流はトラウトフィッシング（鱒釣り、Trout fishing）で人気。また、地元のボランティアによって松の人工林の中にマウンテンバイクのコースが整備されている。スキー場は、夏の間、マウンテンバイクやハイキングの基地として利用されている。

### ワナカの冬

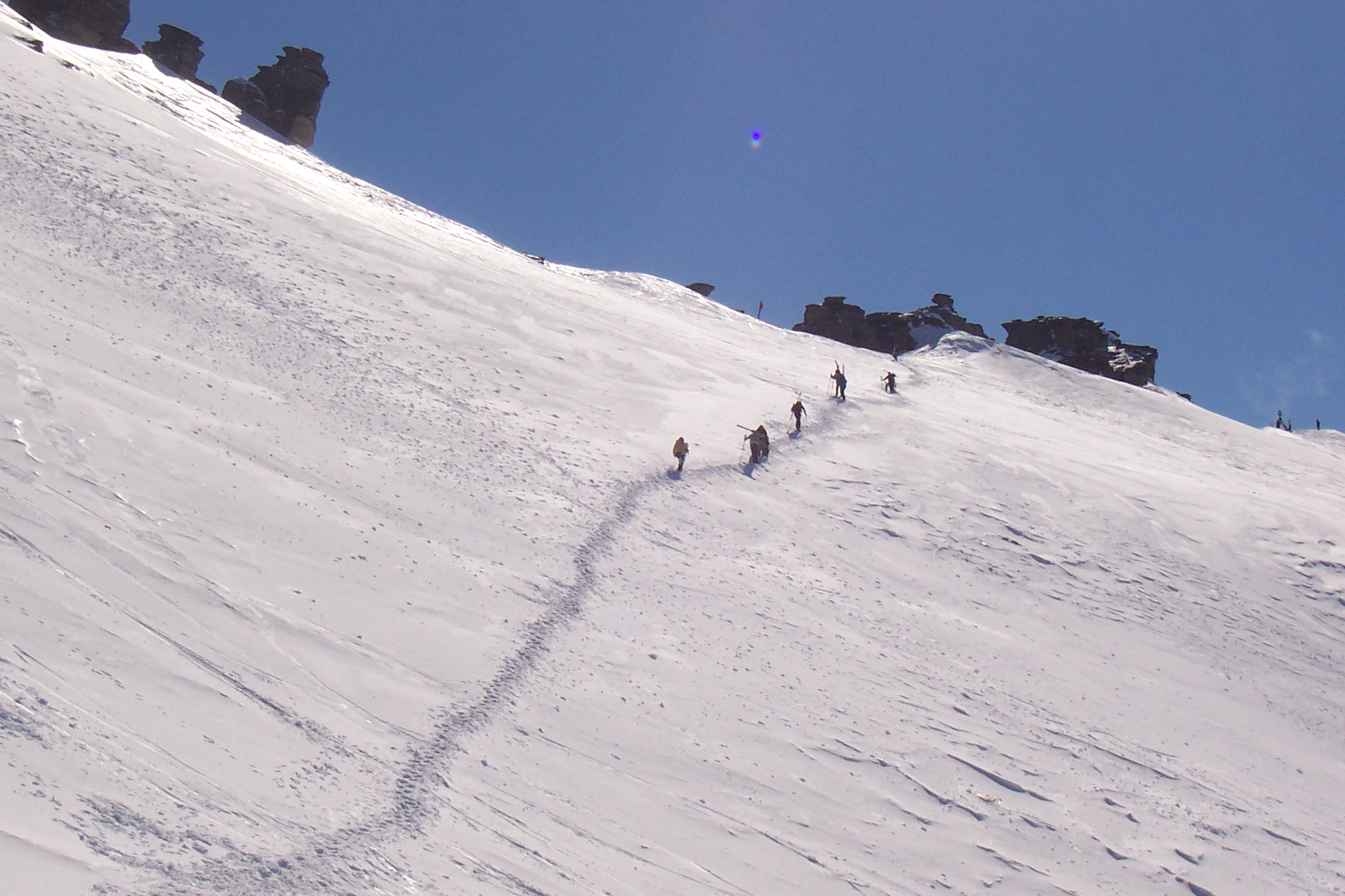
トレブルコーン頂上に向かうスキーヤー

ワナカのウィンタースポーツシーンは、ニュージーランドの他の観光地に比べても多種多彩である。ワナカ地区にあるトレブルコーン、カードローナ・アルパイン・リゾート、スノーパーク、スノーファームの各スキー場は、ニュージーランドで最も商業的に成功しているスキー場である。ワナカは、これらのスキー場に来たスキー客の宿泊地として、7月～9月は混雑する。
トレブルコーンは、ニュージーランド人にとって最も人気のあるスキー場である。'ConeHeads'と呼ばれる熱狂的なスキーヤーも多い。上級者向けのコースにリフトで簡単にアクセスできるうえに、クィーンズタウン・ワナカ地方で最も雪質が良いと言われている。特に北西風の吹雪のあとは、パウダースキーを楽しむことができる。カードローナ・アルパイン・リゾートは初心者・家族向けのゲレンデ構成であるが、近年は難易度の違うハーフパイプを4本、巨大三連キッカー、初心者・上級者向けのジブなどを導入し、パークで遊ぶスノーボーダーの熱狂的な支持を得ている。スノーパークは100%人工雪のパーク専用スキー場である。スノーファームはニュージーランド唯一のクロスカントリースキー場である。

## 人口構成
近年、ワナカは急成長をとげている。2006年の統計によるとワナカ地区の居住者は7008人であり、過去5年間で約33%増加している。車で約10分以内のハウェア、アルバートタウン、ラグゲートの集落における人口増加も顕著である。ワナカ地区の65歳以上の人口比は13.2%であり、ニュージーランド平均（12.3%）よりも高い。人口の52.4%は学校卒業後に取得した資格を保持しており、この値は国内平均値よりも12.5%高い。
ワナカ地区の人口のうち、国内平均より約15%高い、82.2%はヨーロッパ人と回答している。失業率は1.9%と国内平均の5.1%を大きく下回る。子供を持たないカップルの割合は国内平均より高い17.4%で、子供がいるカップルは約7%低い10%である。

## 政治と自治
ワナカはワイタキ選挙区の一部であり、現在、国民党のジャッキィ・ディーンが選出されている。

## 交通機関
ワナカ中心部から車で約5分の場所にワナカ空港があるが、2019年10月現在、定期便は就航していない。ニュージーランド航空が1日1～2便をクライストチャーチ国際空港まで運航していた。
ワナカからは国道6号線が西海岸とクロムウェル、ダニーデンを結んでいる。また国道84号線がワナカからカードローナ渓谷、クラウンレンジを通って、クイーンズタウンまで延びている。
インターシティによる西海岸経由フランツヨセフ氷河村行、クライストチャーチ行、クイーンズタウン行のバス路線が各1日1便あるほか、ワナカコネクションによるクイーンズタウン行が1日3 ~ 6往復、ダニーデン行が1日1往復ある。このほかにアトミックシャトル、ネイキッドバスも各方面に1日1~ 2便を運航しており、ニュージーランドの田舎町にしては、公共交通機関が充実している。

## リンク
- Wanaka promotions site
- Warbirds over Wanaka website
- Wanaka Street Map
- Sustainable Wanaka Charitable Trust